# Остен-Сакен, Эрнест Рудольфович
Барон Эрнест Рудольфович Остен-Сакен (нем. Johann Alfons Ernst Rudolf von der Osten-Sacken; 1846 — 1911) — российский военный юрист, генерал от инфантерии (1909). Главный военный прокурор Российской империи и начальник Главного военно-судного управления (1908—1911)

## Биография
В службу вступил в 1863 году после окончания Второго кадетского корпуса, в 1864 году после окончания Павловского военного училища по I разряду произведён в корнеты и выпущен в Павлоградский 2-й лейб-гусарский полк. В 1865 году произведён в поручики, в 1870 году в штабс-ротмистры, в 1871 году в ротмистры.
В 1871 году после окончания Александровской военно-юридической академии по I разряду переименован в штабс-капитаны военно-судебного ведомства с назначением помощником военного прокурора Киевского военно-окружного суда. В 1874 году произведён в капитаны, в 1877 году в подполковники, в 1880 году в полковники. С 1881 года военный прокурор Виленского военно-окружного суда. В 1890 году произведён в генерал-майоры.
С 1892 года военный прокурор Петербургского военно-окружного суда. С 1894 года председатель Петербургского военно-окружного суда. В 1899 году произведён в генерал-лейтенанты. С 1906 года постоянный член Главного военного суда Российской империи. 6 декабря 1909 года произведён в генералы от инфантерии с назначением главным военным прокурором Российской империи и начальником Главного военно-судного управления.

## Семья
Жена — Екатерина Кирилловна Остен-Сакен (урожд. Зыбина; 1846–1923), поэтесса, певица, музыкант, автор романсов, друг А.Н.Апухтина, Ф.И.Тютчева. Ей принадлежало имение Иваньково Великолукского уезда Псковской губернии (Локнянского района Псковской области). Ее мать — Софья Александровна Зыбина (урожд. Алединская) также была в свое время известна как певица, пианистка (уроки музыки она брала у М.И.Глинки) и автор романсов. 
Сыновья: 
- Максимилиан Эрнестович Остен-Сакен (1876―1900). Учился одновременно в Петербургском университете и консерватории. Ученик Н.А.Римского-Корсакова, друг И. Стравинского[4]. Умер от туберкулеза.
- Лев Эрнестович Остен-Сакен (1879, Вильно—1938).  В 1898 году окончил Морской кадетский корпус. Морскую службу начинал мичманом, окончил ее капитаном 1-го ранга.  Ходил по морям на броненосце «Александр III», был флаг-офицером при флаг-капитане Его Императорского Величества, а затем капитаном царской яхты «Полярная Звезда». Музыкант[5][6]. Репрессирован[7].  Его жена (с 1903) — Варвара Алексеевна Бирилёва (1882/3—1958)[8], дочь адмирала А.А.Бирилёва.  
  - Внуки:  Максимилиан Львович Остен-Сакен (1903—1925), осужден по «Делу лицеистов», расстрелян; Наталья Львовна Котикова (1905—1981) окончила инструкторско-педагогический факультет Ленинградской консерватории, стала известным музыкантом, фольклористом, педагогом[9]; Алексей Львович Остен-Сакен (1909—1938) — расстрелян вместе с отцом[10][11].

## Награды
- Орден Св. Анны 3-й ст. (1874)
- Орден Св. Станислава 2-й ст. (1878)
- Орден Св. Владимира 4-й ст. (1884)
- Орден Св. Владимира 3-й ст. (1884)
- Орден Св. Станислава 1-й ст. (1893)
- Орден Св. Анны 1-й ст. (1896)
- Орден Св. Владимира 2-й ст. (1902)
- Орден Белого орла (1906)